# Junta Provisória de Governo

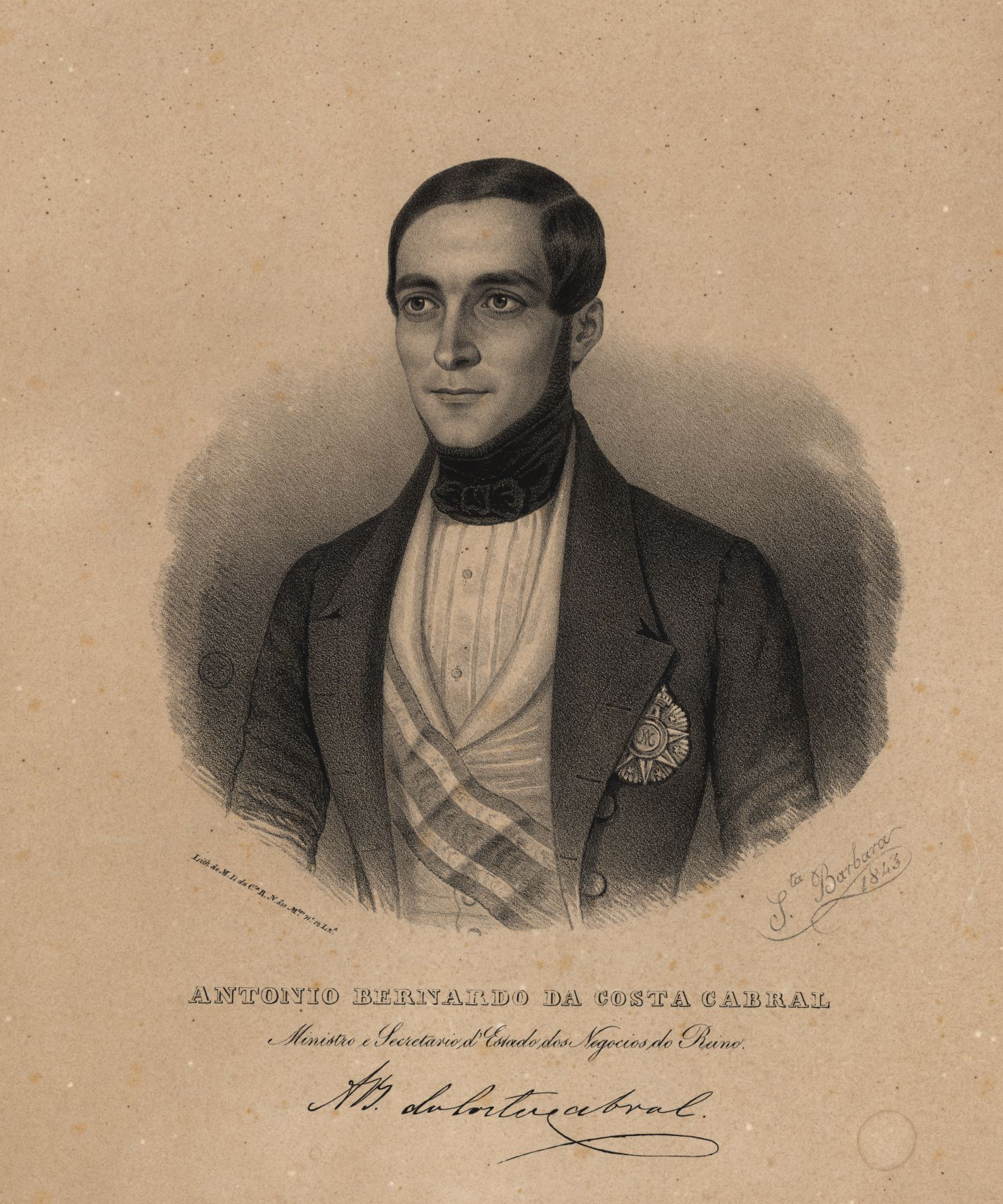
António Bernardo da Costa Cabral, principal líder do golpe que restaurou a Carta e figura destacada da Junta Provisória de Governo.

A Junta Provisória de Governo foi um órgão revolucionário criado a 27 de janeiro de 1842, na sequência do golpe cartista que restaurou a Carta Constitucional portuguesa de 1826. Era composta por António Bernardo da Costa Cabral, pelo barão da Ponte de Santa Maria, por Marcelino Máximo de Azevedo e Melo e por António Pereira dos Reis. O governo de Joaquim António de Aguiar foi forçado pelo golpe a demitir-se, sendo substituido por um governo de transição chefiado pelo Duque de Palmela intitulado Governo do Entrudo, por ter coincidido com o Carnaval. Este governo esteve no poder entre os dias 7 e 8 de fevereiro de 1842, sendo substituído oficialmente apenas no dia 9 de fevereiro pelo segundo governo do Duque da Terceira. Entre os dias 8 e 9, a Junta Provisória de Governo deteve o poder executivo, sendo chefe de governo de Portugal, a título provisório.